# Enavallen

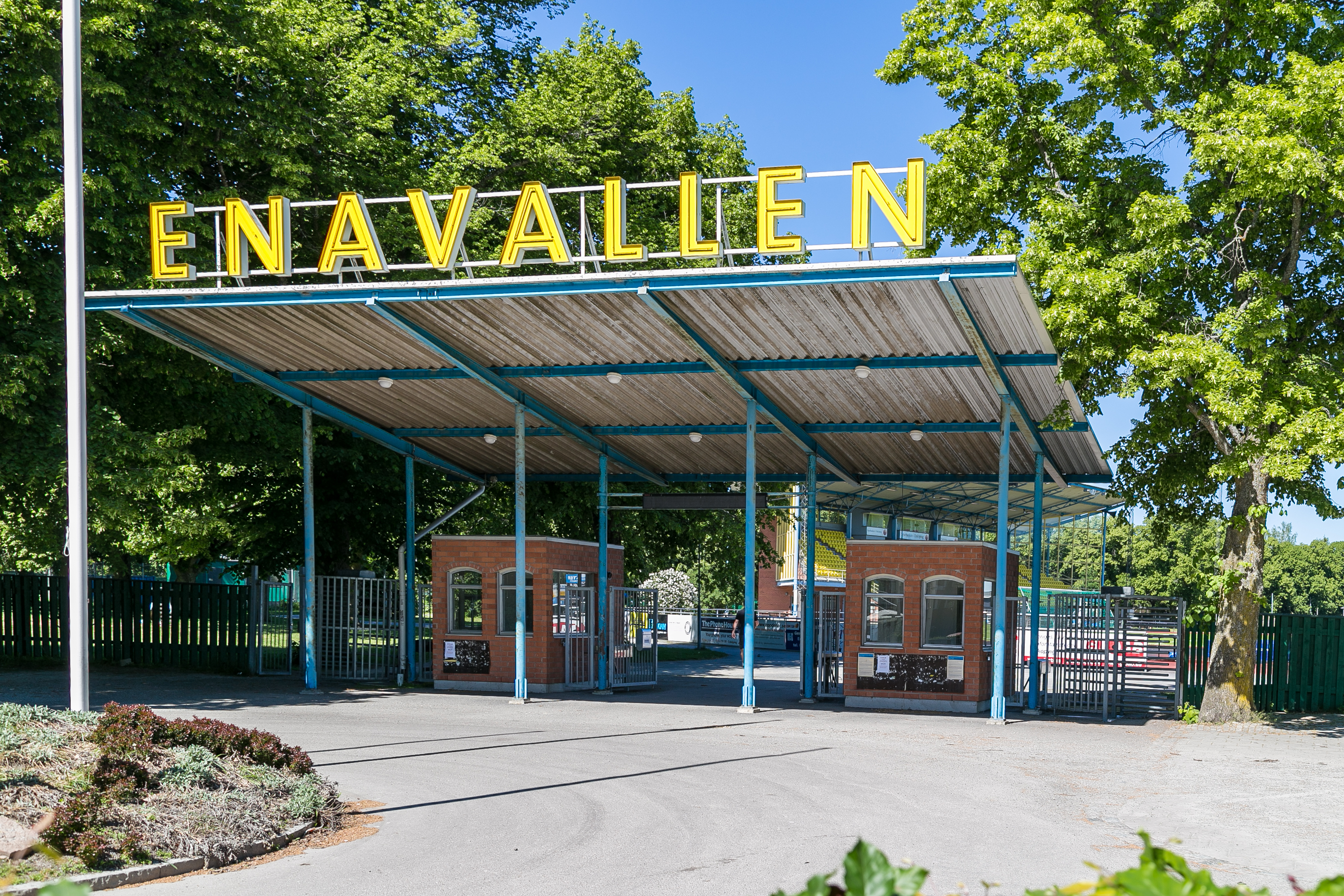
Enavallen

Enavallen är en utomhusarena för friidrott och fotboll i Enköping, med en publikkapacitet på 4 000 åskådare.
Enavallen invigdes 1934 men byggdes om till sitt nuvarande utseende 1992. Publikrekordet på 9102 åskådare är från 2003 då Enköpings SK mötte Djurgården i allsvenskan.
Ungdoms-SM i friidrott genomfördes på Enavallen 1995 och under sent 1990-tal och tidigt 2000-tal genomfördes ett flertal landslagsuttagningar i mångkamp vid Enaspelen. Friidrottsarenan, som har renoverats med bland annat ny beläggning på löparbanorna, återinvigdes i augusti 2021.

### Fotnoter
1. ↑  ”Arkiverade kopian”. Arkiverad från originalet den 18 december 2018. https://web.archive.org/web/20181218010415/https://enkoping.se/hitta-verksamheter/hitta-idrottsanlaggningar/idrottsanlaggningar/enavallens-idrottsplats.html. Läst 17 december 2018.
2. ↑  ”Sweden - Enköpings SK FK”. Soccerway. http://www.soccerway.com/teams/sweden/enkopings-sk-fk/. Läst 17 oktober 2010.
3. ↑  ”Gala inviger Enavallens nya friidrottsdel”. https://via.tt.se/pressmeddelande/gala-inviger-enavallens-nya-friidrottsdel?publisherId=3236045&releaseId=3304032. Läst 1 juni 2023.